# Vällingbyhöjden

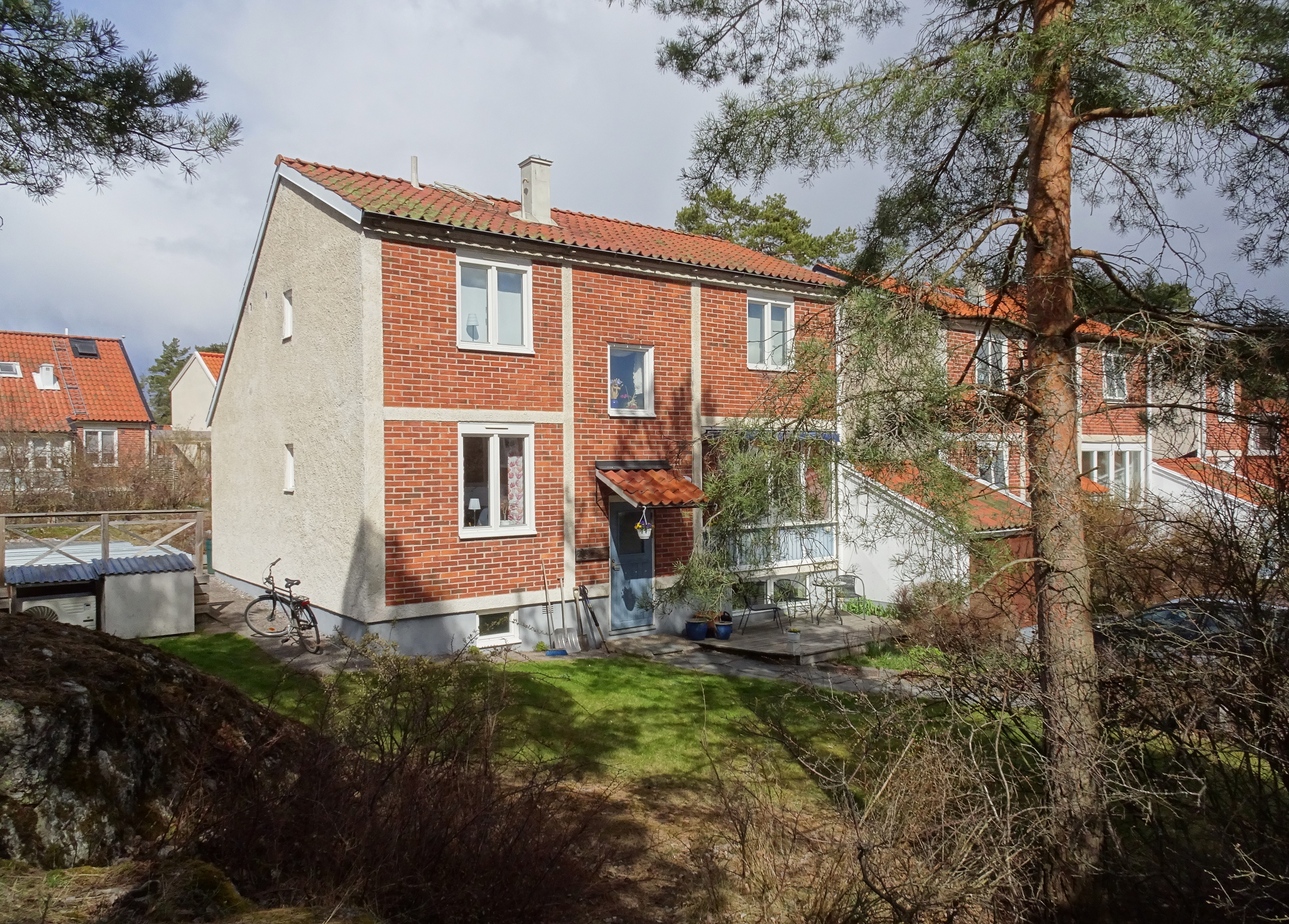
Kedjehus på Hasselagränd, arkitekt Backström & Reinius.

Vällingbyhöjden är ett villa- och radhusområde inom stadsdelen Vällingby i Västerort inom Stockholms kommun och ingår i Hässelby-Vällingby stadsdelsområde. Vällingbyhöjden ligger inom Vällingbys kärnområde i norra delen av stadsdelen, cirka 500–800 meter från Vällingby Centrum och tunnelbanan.

## Avgränsning
Till Vällingbyhöjden brukar gatorna Arbrågatan, Bollnäsbacken, Burträskgatan, Hasselagränd, Järvsögränd, Lövångersgatan, Timrågatan, Tornedalsgatan och Ulvögatan räknas. Även kvarteret Aurora på Vällingbyvägen brukar räknas in då det faller in i stilen med övriga områden.

## Arkitekturen

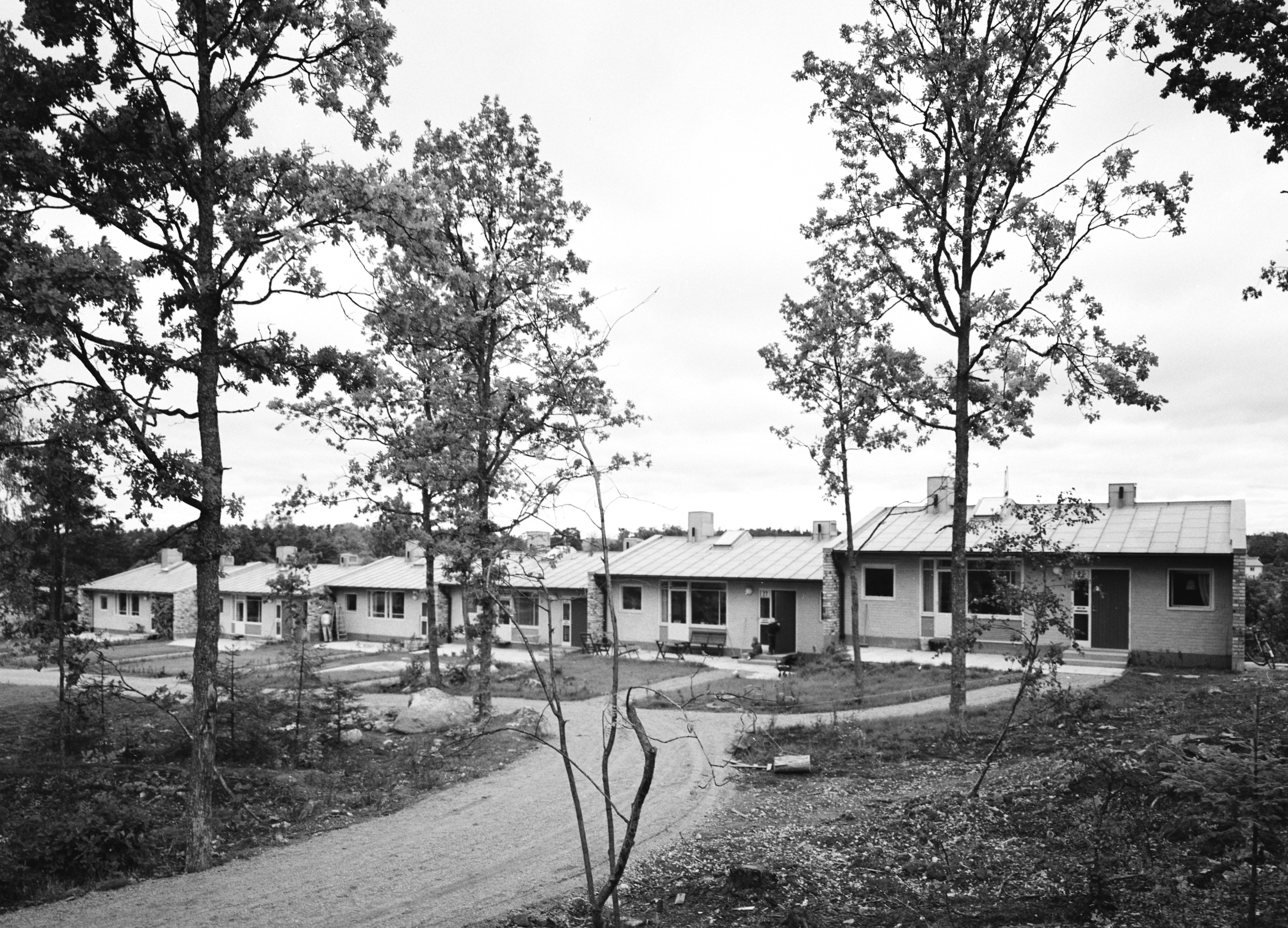
Radhusen vid Lövångersgatan, 1956.

Vällingbyhöjden är ett sammanhållet och välbehållet villa- och radhusområde från 1950-talet. Det kännetecknas av en sammanhållen asymmetri och ett samspel mellan hus och det omgivande landskapet. Trädgårdar och parker är utformade av landskapsarkitekter och husen ritades av bland andra Höjer & Ljungqvist, Ragnar Uppman och Jöran Curman. Med radhusbyn Omega på Bollnäsbackens krön blev Uppman uppmärksammad då hans uttrycksfulla och radikala modernism strävade efter att lugnt och vackert smälta in i den omgivande naturen. 
Något som fick stor uppmärksamhet var Vällingbyhöjdens radhus.  Ragnar Uppmans Omegaområde (Bollnäsbacken) och Carl-Eddie Lunds Auroraområde (Vällingbyvägen) är  uppmärksammade exempel. Även Jan Ericson, Torgny Gynnerstedt och Bengt Ågrens kvarteret Avslutet på nedre Bollnäsbacken angränsande mot den engelska parken är uppskattade.  De som har ritat flest radhus i området är Backström och Reinius som dominerar hela Ulvögatan, Hasselagränd och krönet på Timrågatan. Följt av Jöran Curman som ritat området på östra delen av Timrågatan.  
Radhusen på Vällingbyhöjden brukar inte sällan förekomma som exempel på 1950-talets folkhemsbyggande i Sverige. Radhus var omtvistade på 1950-talet , många liknade dem vid den gamla tidens statarlängor. Det var troligtvis därför de fick sitt genomslag i den mer experimenterande intellektuella medelklassen.
Spår av 1950-talets tidsanda syns påtagligt i radhusbebyggelsen. Det kanske tydligaste exemplet är Bostadsrättsföreningen Ateljén på Tornedalsgatan (Höjer, Ljungqvist och Ridderstolpe) husen var förberedda för att byggas på med ateljévåningar. Tanken var att attrahera konstnärer från Klarakvarteren som då hade börjat rivas. Men resultatet blev tunt, endast ett fåtal lockades att flytta, kanske beroende på att radhusboendet blev relativt kostsamt.
På främst Arbrågatan finns generöst tilltagna villor uppförda. Inget hus är de andra likt och stilen är genomgående asymmetrisk. På den sydöstra sluttningen har utsikt över Vällingby. Även Timrågatan och Järvsögränd har många villor, men Arbrågatan är den mest utpräglade villagatan i området.

### Bilder, byggnader (urval)

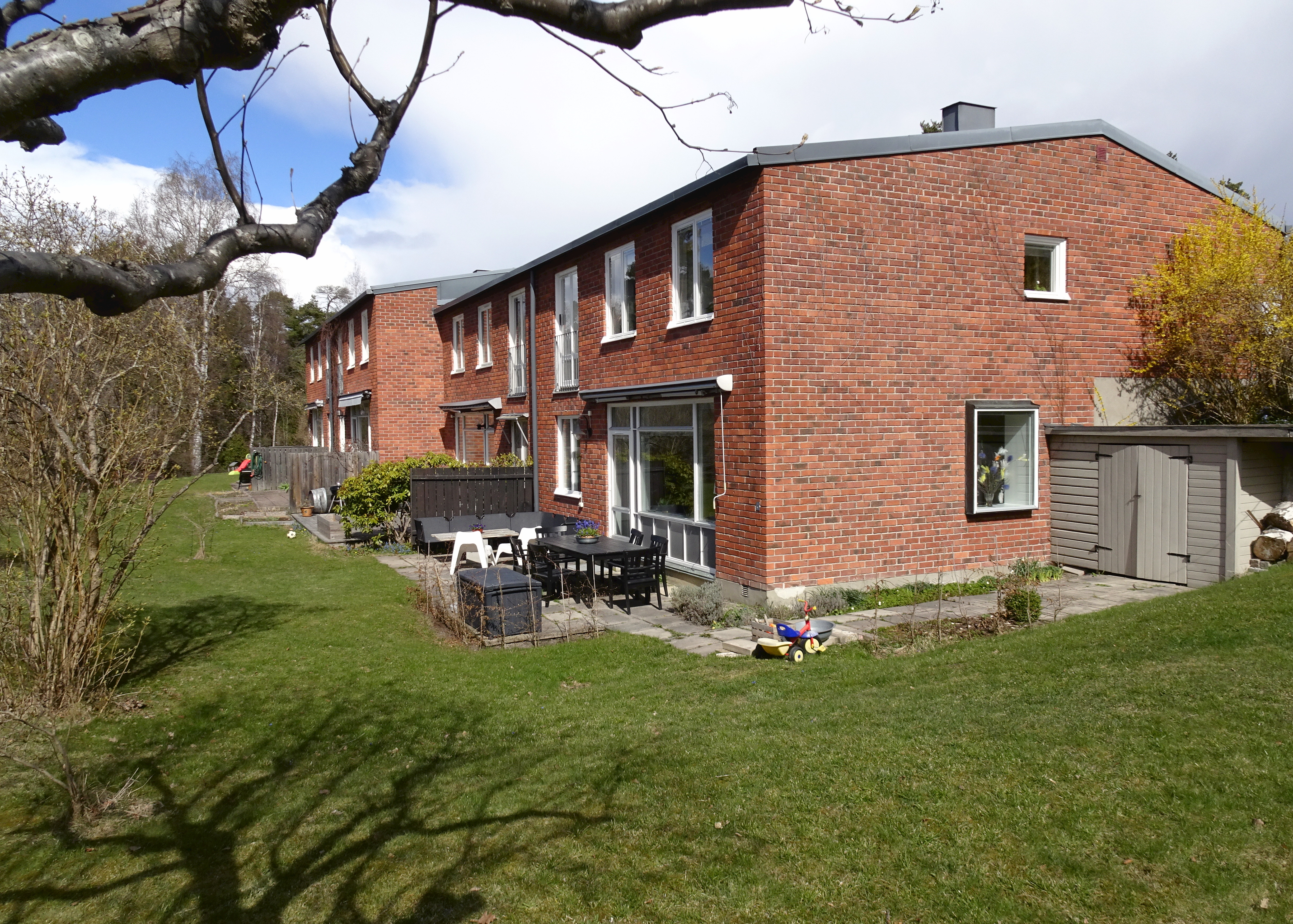
Radhus vid Järvsögränd, arkitekt Erik Wirén och Nils Gunnar Nilsson.
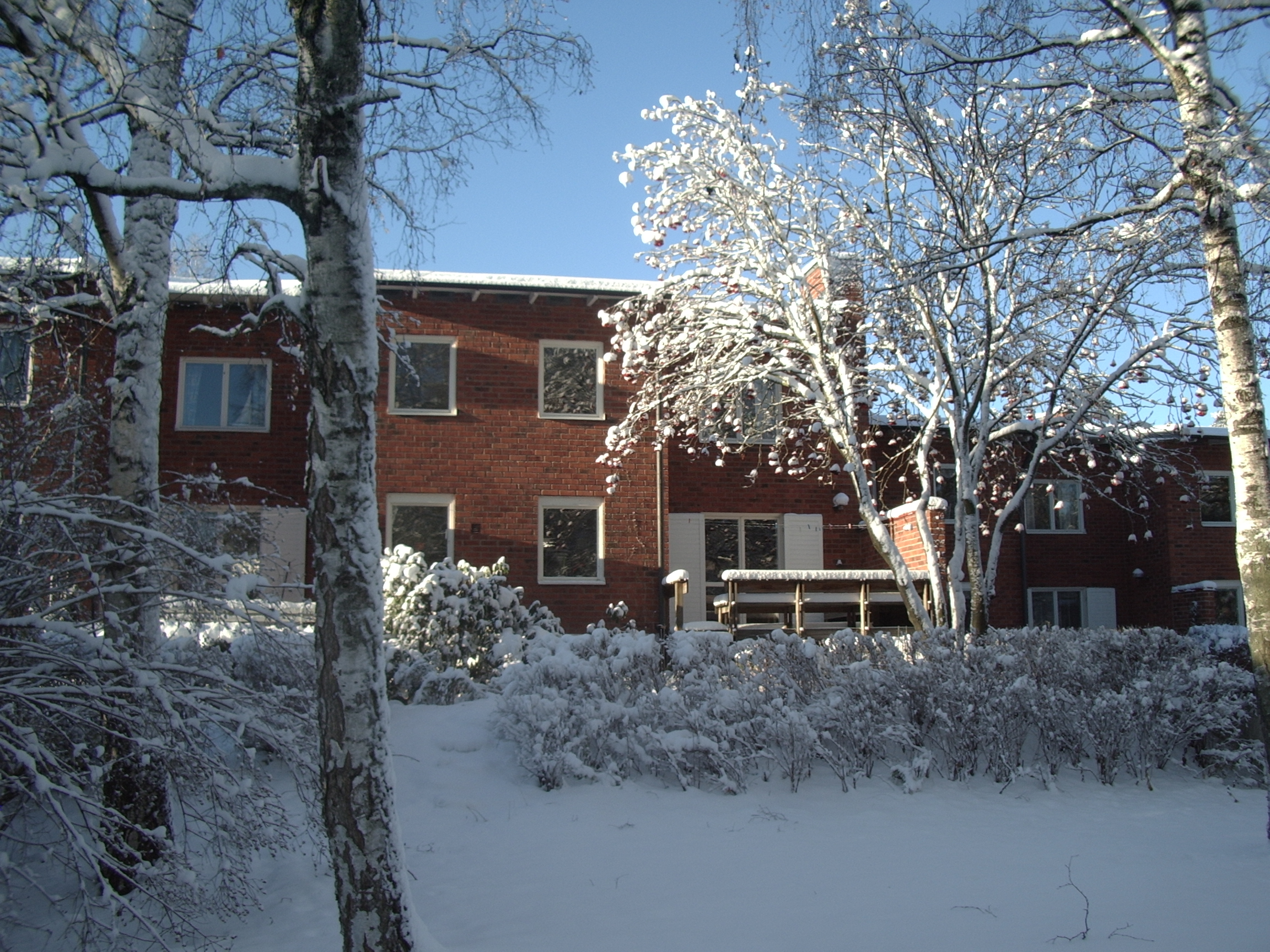
Radhus i Bollnäsbacken, kvarteret Avslutet, arkitekter Jan Ericson och Bengt Ågren
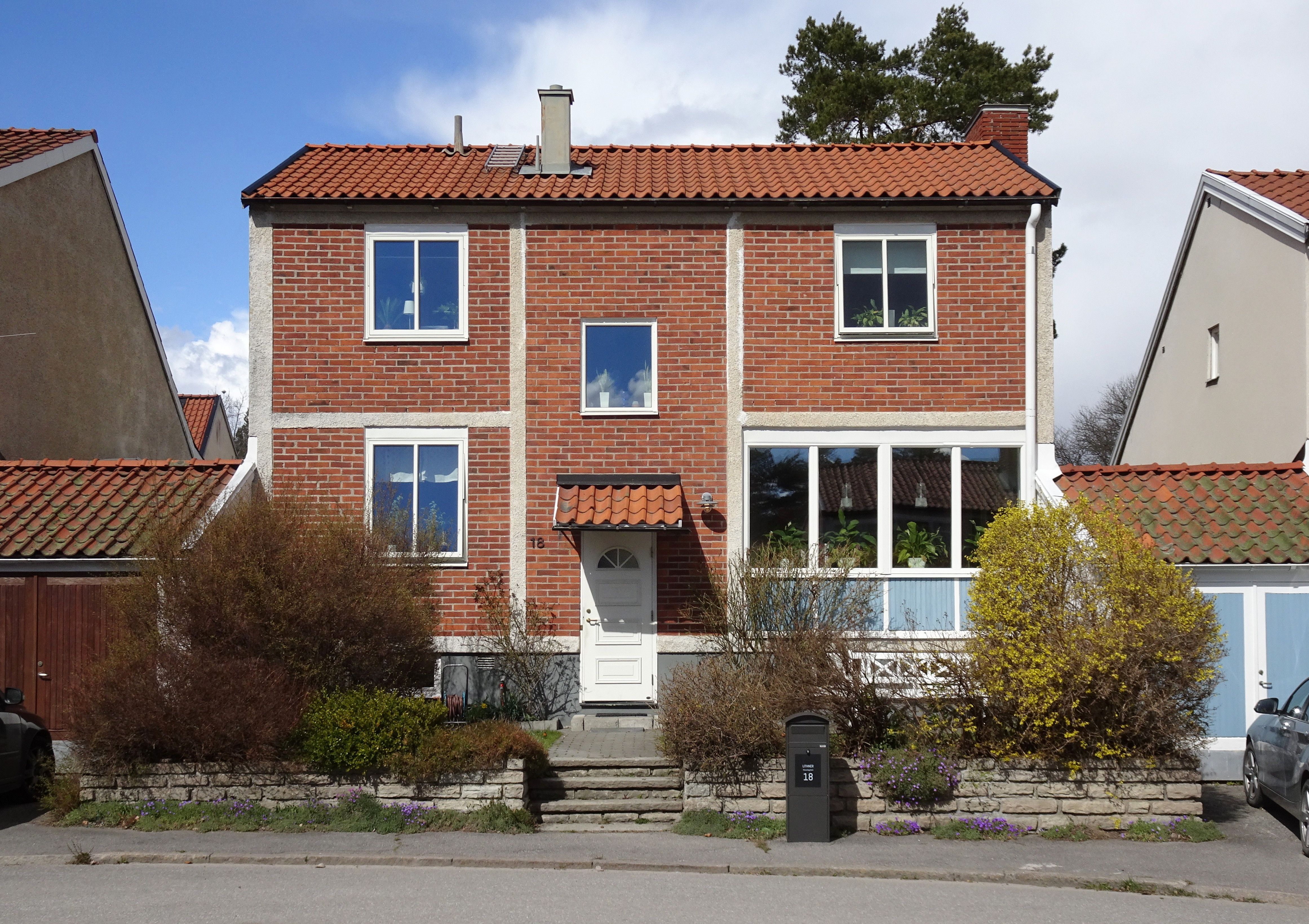
Kedjehus på Hasselagränd, arkitekt Backström & Reinius.
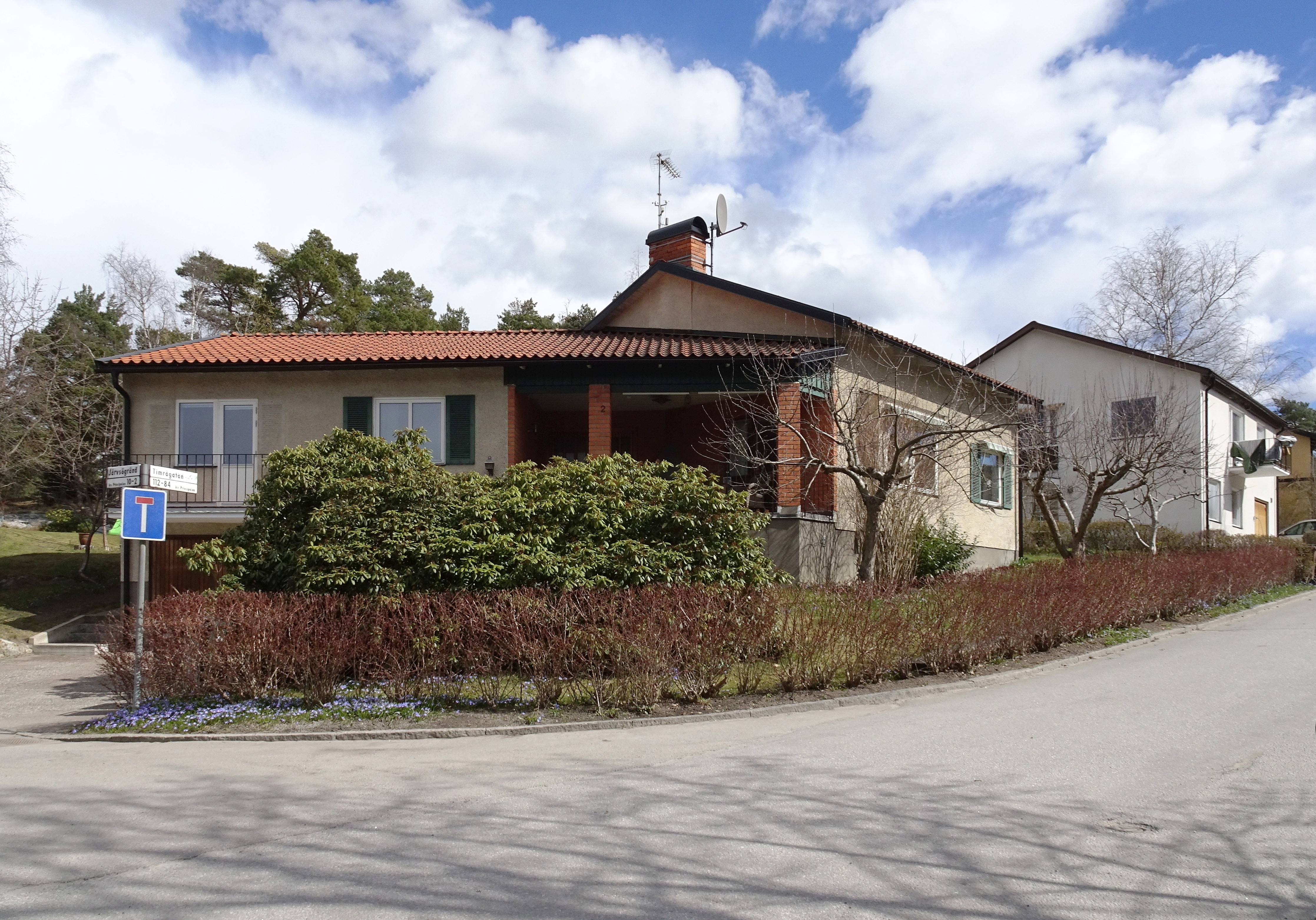
Villa vid Timrågatan/Järvsögränd.

### Atlantisområdet

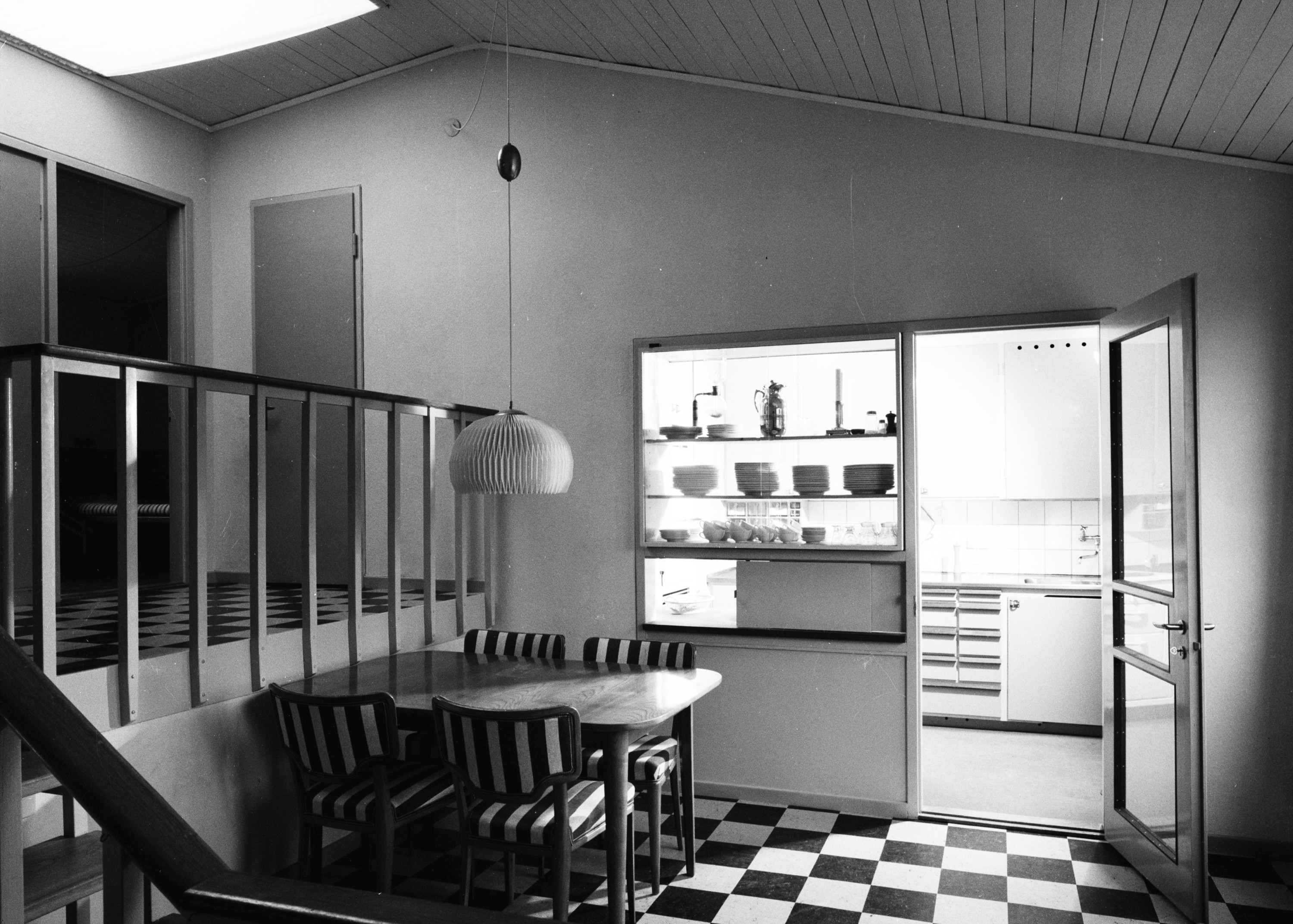
Lövångersgatan interiör.

Mest känt är Jon Höjers och Sture Ljungqvists Atlantisområde i kvarteret Accepten vid Lövångersgatan. Accepten består av 29 radhus fördelade på fem längor. Samtliga uppfördes mellan 1955 och 1956. De har alla ungefär samma planlösning bestående av tre rum och kök med en stor hall (allrum) på bottenvåningen och ett vardagsrum mot trädgården en halv trappa ner samt ytterligare rum en halv trappa upp. Det finns tio varianter på omkring 130–140 m² boyta. 
Genom förskjutningar i höjd- och sidled lyckades arkitekterna att anpassa längorna till den kuperade terrängen. Fasadernas gavlar består av gult tegel som är slammat med ett tunt, ljusgrått putslager mot entré- och gårdssidan. Landskapsarkitekt var Walter Bauer. Byggnadsentreprenör var AB Hus & Vägar och byggherre Bostadsrättsföreningen Atlantis, som fortfarande ansvarar för området. Insatsen var på sin tid 4 100 kronor.
Statsminister Olof Palme var bosatt i området Atlantis redan 1956 på Tornedalsgatan 18 och efter 1969 på Lövångersgatan 31 innan han flyttade till Västerlånggatan 31 i början av 1983. Han lät bygga till sitt gavelradhus 1974 med Fritz Ridderstolpe som arkitekt. Hans son, Joakim Palme, bor fortfarande kvar i huset. Sedan 2012 bor även borgarrådet Karin Wanngård i Atlantisområdet. En av upphovsmännen till området, Jon Höjer, bodde här fram till sin död år 2014.
Radhusen i Atlantisområdet är blåklassade av Stadsmuseet i Stockholm vilket är den högsta klassen och innebär att bebyggelsens kulturhistoriska värde av stadsmuseet anses motsvara fordringarna för byggnadsminnen i Kulturmiljölagen.

### Bilder Atlantisområdet

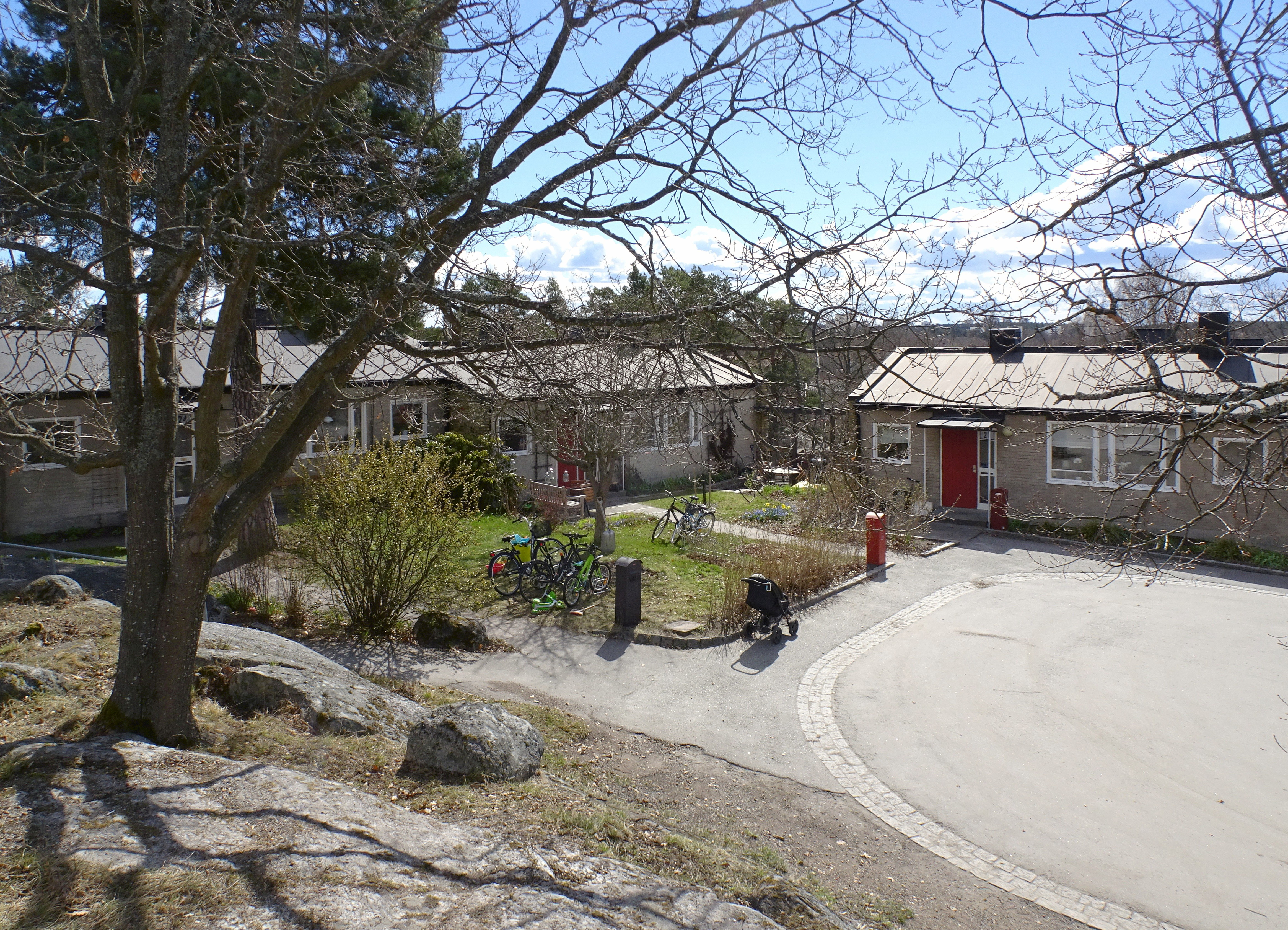
Södra längan Lövångersgatan vändplan.
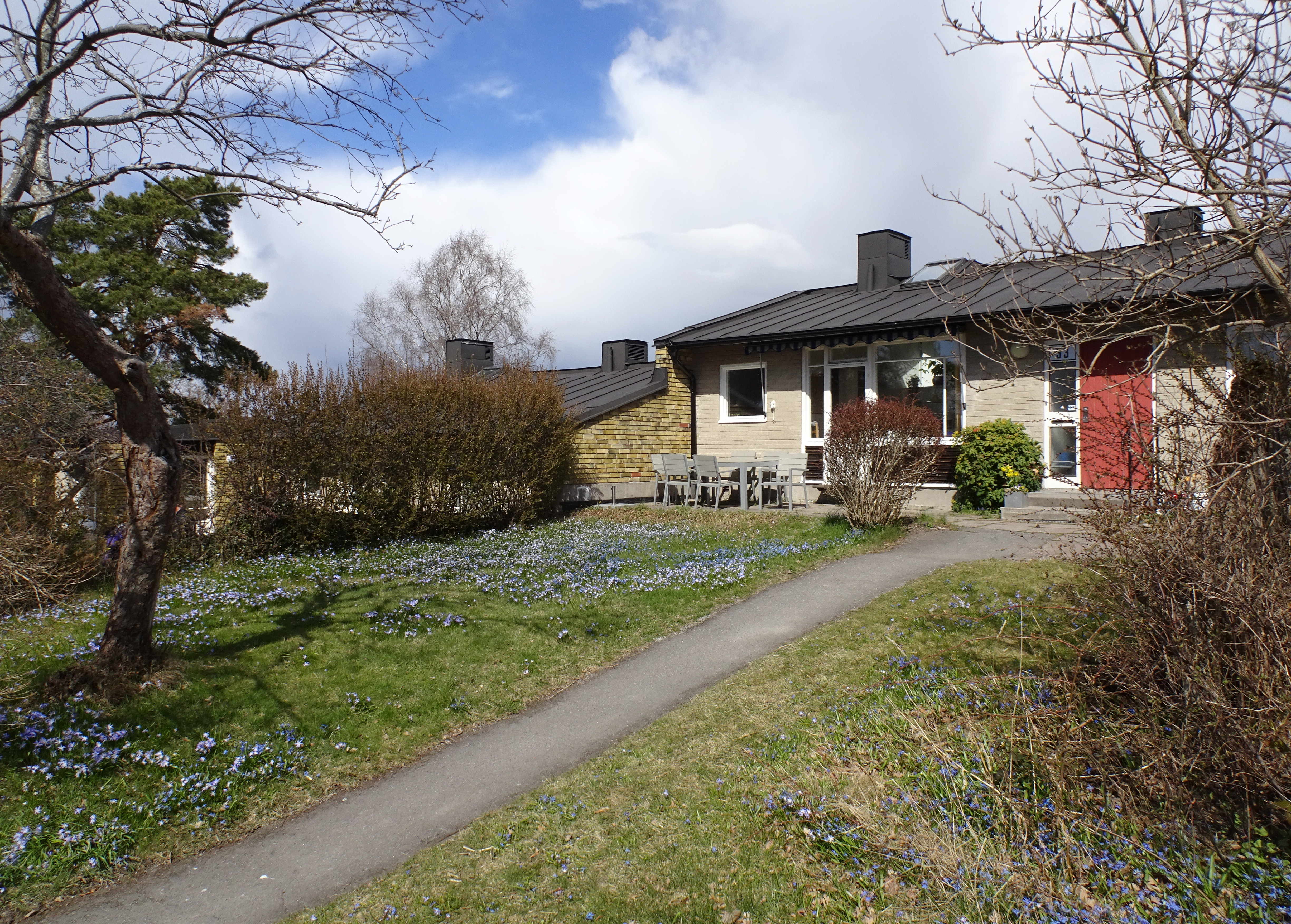
Norra längan Lövångersgatan 31–41
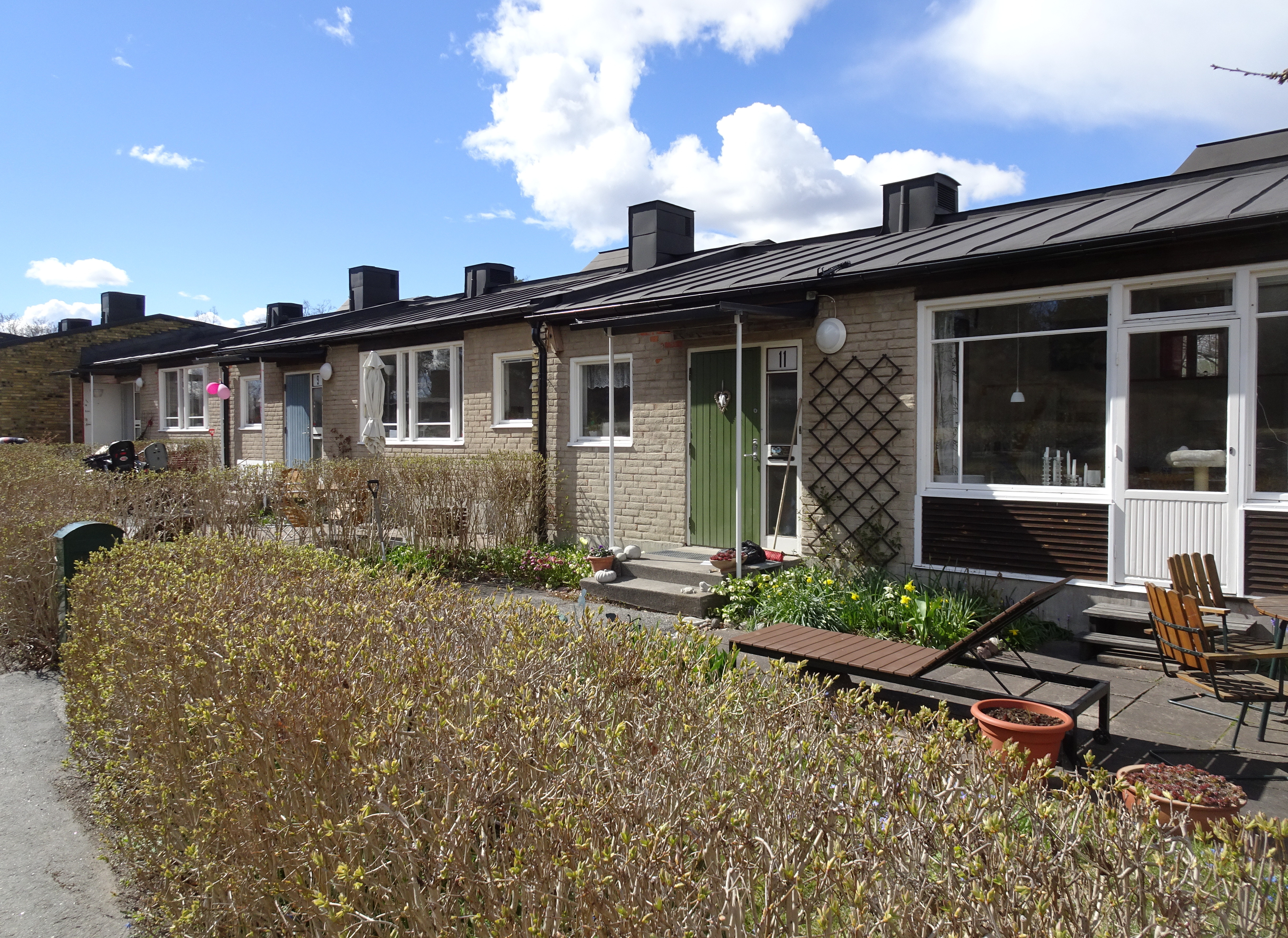
Norra längan Lövångersgatan 3–17
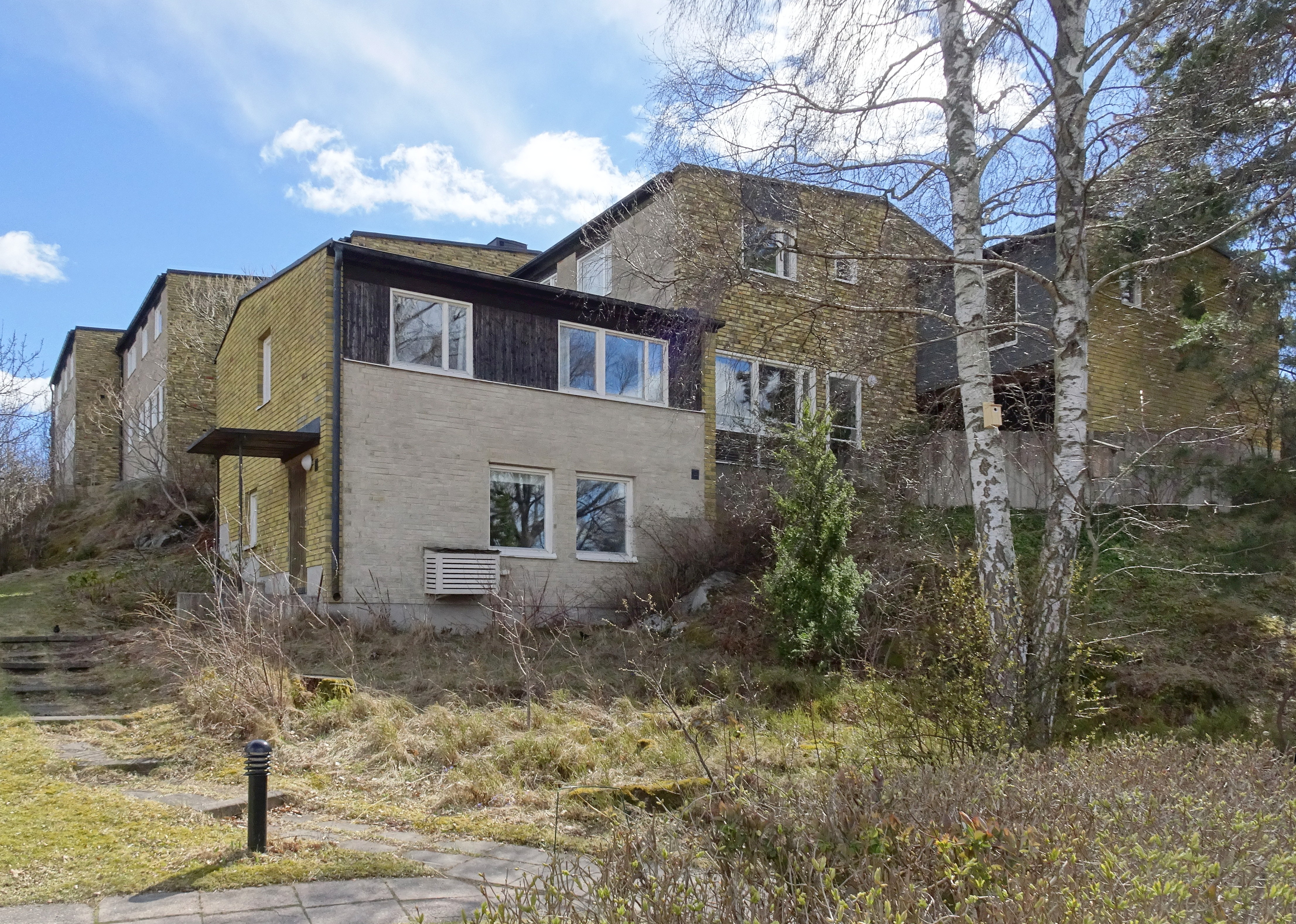
Olof Palmes tidigare bostad Lövångersgatan 31.

## Tennisbanorna
En viktig komponent i Vällingbyhöjdens helhet är tennisbanorna. De kom till för att ge de boende på Vällingbyhöjden närhet till tennisspel. Man hade då de gjordes en ambition att få hela familjen att spela tennis. Bland annat så arrangerades tennisturneringar och gemensam picnic. De två tennisföreningarna heter Tennisklubben Ararat och Vällingbyhöjdens Tennisförening.

## Nutid
I augusti 2004 inledde Stadsbyggnadsnämnden i Stockholm ett planarbete för att projektera åtta sjuvåningshus Vällingbyhöjdens sydsluttning mot Skattegårdsvägen. I samband med detta bildades Intresseföreningen Vällingbyhöjden för att stoppa planerna. Föreningen hävdade att naturmarken förstörs vid ett bygge samt att omfattande trafik-, buller- samt parkeringsproblem kommer att uppstå. Att området är klassat som riksintresse för kulturmiljövården har använts som argument. I dagsläget är ursprungsplanerna skrinlagda men planer på lägre bebyggelse diskuteras inom Stadsbyggnadsnämnden.
Intresset för området har ökat på senare tid då 1950-talsarkitekturen tycks tilltala de generationer som nu bildar familj. Bland annat så uppmärksammades ett av husen på Arbrågatan i heminredningstidningen Sköna hem i november 2006. Enligt boende i området är många av de som nu flyttar in i husen måna om att bevara och i många fall återställa husen i 50-talsstil.